# Antiangiogènic
Antiangiogènic es refereix a un agent químic o biològic que inhibeix o redueix la formació de nous vasos sanguinis a partir de vasos preexistents (angiogènesi). Existeixen molts inhibidors naturals de l'angiogènesi que ajuden a mantenir el control de la formació dels vasos sanguinis, com l'angiostatina, l'endostatina i la trombospondina, entre d'altres.
Aquests agents es fan servir a vegades per combatre el càncer al destruir els vasos sanguinis immadurs acabats de formar en el tumor, provocat la depleció de nutrients i d'oxigen a les cèl·lules tumorals i inhibint així el creixement del tumor.
El fàrmac talidomida és un d'aquests agents antiangiogènics. Quan les dones embarassades prenen un agent antiangiogènic, el fetus no formarà vasos sanguinis correctament i, per tant, es deté el desenvolupament apropiat dels membres i dels sistemes circulatoris. Durant els anys 50 i 60 se'ls subministrava a les dones embarassades aquest fàrmac per evitar les nàusees i molèsties pròpies de l'embaràs però provocaren greus malformacions en els nens a banda de múltiples avortaments.
Avui en dia es fan servir fàrmacs dirigits contra la formació de nous vasos sanguinis, que han demostrar la seua eficàcia en el tractament de tumors en teràpies combiandes amb agents quimioteràpics tradicionals i en el tractament de malalties oculars produïdes per un agument de la cascularització de la retina que redueix la visió, com la Degeneració Macular Associada a l'Edat (DMAE). Alguns d'aquests són anticossos contra proteïnes inductores d'antiogènesi, com per exemple:
- Bevacizumab, de nom comercial Avastin, és un agent antitumoral per ser utilitzat en la primera línia de tractament del càncer colorrectal metastàsic. També s'utilitza, injectat directament a l'ull per al tractament de la DMAE.
- Ranibizumab, de nom comercial Lucentis, està indicat per al tractament de pacients amb la forma exsudativa de la degeneració macular associada a l'edat (DMAE humida).
- Pegaptanib de sodi, de nom comercial Macugen, està indicat per al tractament de pacients amb la forma exsudativa de la degeneració macular associada a l'edat (DMAE húmeda).